# Lijst van rijksmonumenten in Weipoort
De plaats Weipoort telt 28 inschrijvingen in het rijksmonumentenregister. Hieronder een overzicht.
| Object | Oorspronkelijke functie? | Bouwjaar              | Architect | Locatie               | Coördinaten?                 | Nr.?   | Afbeelding                                                                |
| --- | ------------------------ | --------------------- | --------- | --------------------- | ---------------------------- | ------ | ------------------------------------------------------------------------- |
| Boerderij Langgerekt bouwlichaam. Gepleisterd woonhuis met oude kruiskozijnen. Opkamer met goede roedenverdeling   | Boerderij                | mogelijk 17e eeuw     |           | Weipoortseweg 1       | 52° 7' 42" NB, 4° 31' 40" OL | 41045  | Meer afbeeldingen                                                         |
| Grote boerderij, met rieten wolfdak met links een schuur                                                           | Boerderij                | 17e-18e eeuw          |           | Weipoortseweg 2       | 52° 7' 38" NB, 4° 31' 43" OL | 41046  | Meer afbeeldingen                                                         |
| Boerderij met zomerhuis. Puntgevel met ontlastingsbogen. Mooie rieten daken                                        | Boerderij                | mogelijk 17e eeuw     |           | Weipoortseweg 32      | 52° 7' 18" NB, 4° 31' 38" OL | 41052  | Meer afbeeldingen                                                         |
| Boerderij "Weltevreden" met rechts uitgebouwde opkamer onder wolfdak                                               | Boerderij                | 17e eeuw              |           | Weipoortseweg 52      | 52° 7' 8" NB, 4° 31' 30" OL  | 41053  | Meer afbeeldingen                                                         |
| Boerderij. Puntgevel met vlechtingen, muurankers. Links een opkamer                                                | Boerderij                | 17e eeuw              |           | Weipoortseweg 54      | 52° 7' 7" NB, 4° 31' 31" OL  | 41054  | Meer afbeeldingen                                                         |
| Boerderij "Oude Brouckhoeve"                                                                                       | Boerderij                | eerste helft 17e eeuw |           | Weipoortseweg 55      | 52° 7' 4" NB, 4° 31' 34" OL  | 41047  | Boerderij "Oude Brouckhoeve"                                              |
| Oude Brouckhoeve: boerderij                                                                                        | Boerderij                | 1600                  |           | Weipoortseweg 55      | 52° 7' 4" NB, 4° 31' 34" OL  | 529415 | Meer afbeeldingen                                                         |
| Oude Brouckhoeve: boenhok                                                                                          | Boerderij                | ca. 1900-1920         |           | Weipoortseweg bij 55  | 52° 7' 4" NB, 4° 31' 33" OL  | 528001 | Upload foto                                                               |
| Oude Brouckhoeve: erfaanleg                                                                                        | Boerderij                |                       |           | Weipoortseweg bij 55  | 52° 7' 4" NB, 4° 31' 34" OL  | 529323 | Upload foto                                                               |
| Oude Brouckhoeve: zomerhuis                                                                                        | Boerderij                | tweede helft 18e eeuw |           | Weipoortseweg bij 55  | 52° 7' 4" NB, 4° 31' 34" OL  | 529324 | Upload foto                                                               |
| Oude Brouckhoeve: hooiberg                                                                                         | Boerderij                | vermoedelijk 19e eeuw |           | Weipoortseweg bij 55  | 52° 7' 4" NB, 4° 31' 35" OL  | 529325 | Upload foto                                                               |
| Oude Brouckhoeve: draaibrug                                                                                        | Boerderij                |                       |           | Weipoortseweg bij 55  | 52° 7' 4" NB, 4° 31' 32" OL  | 529326 | Upload foto                                                               |
| Boerderij. Langgerekt bouwlichaam. Puntgevel; links opkamer met muurankers. Goede roedenverdeling. Oude roedenberg | Boerderij                | mogelijk 17e eeuw     |           | Weipoortseweg 67      | 52° 6' 53" NB, 4° 31' 27" OL | 41048  | Meer afbeeldingen                                                         |
| Boerderij "Veldzigt": zomerhuis en karnhuis                                                                        | Boerderij                | 17e eeuw              |           | Weipoortseweg 69      | 52° 6' 52" NB, 4° 31' 26" OL | 41049  | Boerderij "Veldzigt": zomerhuis en karnhuis                               |
| Boerderij "Veldzigt": boerderij met opkamer                                                                        | Boerderij                | 17e eeuw              |           | Weipoortseweg 69a     | 52° 6' 52" NB, 4° 31' 26" OL | 41049  | Boerderij "Veldzigt": boerderij met opkamer                               |
| Boerderij "Veldzigt": stalgedeelte en hooiberg (512358)                                                            | Boerderij                | 17e eeuw              |           | Weipoortseweg 69b     | 52° 6' 52" NB, 4° 31' 26" OL | 41049  | Boerderij "Veldzigt": stalgedeelte en hooiberg (512358)                   |
| Boerderij "Altijd Zorg". Puntgevel met vlechtingen. Langgerekt rieten dak                                          | Boerderij                | 17e eeuw              |           | Weipoortseweg 72      | 52° 6' 48" NB, 4° 31' 23" OL | 41055  | Boerderij "Altijd Zorg". Puntgevel met vlechtingen. Langgerekt rieten dak |
| Boerderij "Altijd Zorg": wagenschuur annex paardenstal                                                             | Boerderij                | 1900-1925             |           | Weipoortseweg bij 72  | 52° 6' 48" NB, 4° 31' 23" OL | 512355 | Meer afbeeldingen                                                         |
| Boerderij "Altijd Zorg": karnhuis                                                                                  | Boerderij                | ca. 1900              |           | Weipoortseweg 72a     | 52° 6' 48" NB, 4° 31' 23" OL | 512353 | Upload foto                                                               |
| Boerderij "Altijd Zorg": zomerhuis                                                                                 | Boerderij                | ca. 1900              |           | Weipoortseweg 72a     | 52° 6' 48" NB, 4° 31' 23" OL | 512356 | Boerderij "Altijd Zorg": zomerhuis                                        |
| Boerderij "Altijd Zorg": boenhok                                                                                   | Boerderij                | 1900                  |           | Weipoortseweg bij 72a | 52° 6' 48" NB, 4° 31' 23" OL | 512354 | Boerderij "Altijd Zorg": boenhok                                          |
| Boerderij "Vredelust" met inrijhek. Zomerhuis. Langgerekt bouwlichaam. Gepleisterde puntgevel. Links een opkamer   | Boerderij                | 17e eeuw              |           | Weipoortseweg 76      | 52° 6' 45" NB, 4° 31' 20" OL | 41056  | Meer afbeeldingen                                                         |
| Boerderij. Puntgevel met vlechtingen                                                                               | Boerderij                | 1868                  |           | Weipoortseweg 83      | 52° 6' 35" NB, 4° 31' 16" OL | 41050  | Meer afbeeldingen                                                         |
| De Schuilhoeve: boerderij, gepleisterd woonhuis met opkamer                                                        | Boerderij                | 17e eeuw              |           | Weipoortseweg 90      | 52° 6' 28" NB, 4° 31' 16" OL | 41057  | Meer afbeeldingen                                                         |
| De Schuilhoeve: Stal                                                                                               | Boerderij                |                       |           | Weipoortseweg bij 90  | 52° 6' 28" NB, 4° 31' 17" OL | 513536 | Meer afbeeldingen                                                         |
| De Schuilhoeve: kwakelburg                                                                                         | Boerderij                |                       |           | Weipoortseweg bij 90  | 52° 6' 29" NB, 4° 31' 14" OL | 529290 | Meer afbeeldingen                                                         |
| De Schuilhoeve: ophaalbrug                                                                                         | Boerderij                |                       |           | Weipoortseweg bij 90  | 52° 6' 29" NB, 4° 31' 14" OL | 529291 | Meer afbeeldingen                                                         |
| Boerderij. Langgerekte hoeve met puntgevel, waarin sieranker en vlechtingen                                        | Boerderij                | mogelijk 17e eeuw     |           | Weipoortseweg 96      | 52° 6' 21" NB, 4° 31' 3" OL  | 41058  | Meer afbeeldingen                                                         |
| Boerderij. Karnhuis en zomerhuis. Links een opkamer                                                                | Boerderij                | 17e eeuw              |           | Weipoortseweg 97      | 52° 6' 19" NB, 4° 31' 5" OL  | 41051  | Meer afbeeldingen                                                         |